# Cassibile (Fluss)
Der Cassibile (griech. Κακύπαρις) ist ein Fluss auf Sizilien. 

## Verlauf
Er entspringt in der Nähe von Palazzolo Acreide auf dem Monte Porcari in den Monti Iblei auf einer Höhe von ca. 567 m und verläuft durch das Freie Gemeindekonsortium Syrakus. Er mündet bei Avola in das Mittelmeer.
In seinem Verlauf schuf der Fluss eine knapp 10 km lange und bis zu 250 m tiefe Schlucht, die Cava Grande. Die Schlucht nordwestlich der Flussmündung ist gekennzeichnet durch Wasserfälle und kleine Seen. Sie wurde zum Naturschutzgebiet Riserva naturale orientata Cavagrande del Cassibile erklärt.